# In Pieces (Chlöe)
In Pieces è il primo album in studio della cantante statunitense Chlöe, pubblicato il 31 marzo 2023 dalla Parkwood.

## Antefatti e descrizione
Dopo otto anni di pubblicazione di musica sotto il duo Chloe x Halle, Chlöe ha iniziato a registrare musica per un progetto solista alla fine del 2019, il cui lavoro si è fermato a causa della pandemia di COVID-19 negli Stati Uniti d'America. Riguardo al progetto Chlöe in una intervista rilasciata a Billboard nel 2021 ha dichiarato:
In un'intervista rilasciata a Complex nel gennaio 2023, la cantante ha rivelato che «ogni singola canzone del progetto deriva dalle mie esperienze personali», annunciando successivamente la presenza di tre collaborazioni con Chris Brown, Missy Elliott e Future.

## Accoglienza
Sophie Williams di NME, in una recensione mista, ha sottolineato la «'innovazione R&B feroce» della produzione di In Pieces, ma ha ritenuto che l'album fosse «deludente a causa di passi falsi». L'autrice spiega che a volte l'album si presenta come una «versione frammentata» del talento di Chlöe come autore e produttore, scrivendo che sebbene le sue canzoni contengano spesso «sprazzi di brillantezza», esse fanno poco per «ravvivare l'atmosfera» dell'album.

## Tracce
1. Someone's Calling (Chlöe) –1:01 
2. Pray It Away – 2:36
3. Body Do – 2:22
4. I Don't Mind – 2:57
5. Worried – 2:47
6. Fallin 4 U –0:52
7. How Does It Feel (con Chris Brown) – 2:47
8. Feel Me Cry – 3:29
9. Make It Look Easy – 2:57
10. Looze U – 3:27
11. Told Ya (con Missy Elliott) – 3:24
12. Cheatback (con Future) – 3:45
13. Heart on My Sleeve – 0:57
14. In Pieces – 3:59

## Classifiche
| Classifica (2023) | Posizione massima |
| ----------------- | ----------------- |
| Stati Uniti       | 119               |